# فساد والرین
فساد والرین (دژنرسانس والرین)(به انگلیسی: Wallerian degeneration)، به معنای مجموعه فرایندها و واکنش‌ها در قسمت تحتانی (دیستال) یک آکسون به هنگام آسیب است، به‌طوری‌که آکسون آن ناحیه (جزء پایین) به تدریج ازبین می‌رود. اولین بار دانشمندی به نام والر(Waller)، به تفسیر چنین فرایندی از آکسون صدمه دیده از قسمت انتهایی آن پرداخت، به همین دلیل مراحل تغییرات آکسونی به دنبال ضایعه آن به نام او معروف است.
این فرایند(Process) هم در دستگاه عصبی مرکزی(CNS) و هم در دستگاه عصبی محیطی(PNS) اتفاق می‌افتد، اما در ارتباط با پروسه ترمیم پس از آن، نسبتاً تفاوت‌هایی با یکدیگر دارند. در پدیده دژنرسانس والرین، در نهایت آکسون بخش زیر آسیب و غلاف میلین آن (درصورت میلین دار بودن رشته عصبی) ازبین می‌رود. در آکسونوتمزیس و همچنین نوروتمزیس، دژنرسانس والرین اتفاق می‌افتد.

## فساد در دستگاه عصبی محیطی(PNS)
بریدگی، له شدگی و کشش بیش از حد یک عصب محیطی ازجمله عواملی هستند که باعث آسیب رشته‌های عصبی می‌گردند. به دنبال آسیب عصب محیطی، فساد والرین به صورت ذیل رخ می‌دهد:
- حضور ماکروفاژها در محل ضایعه
- تکثیر لیزوزم‌ها در سلول شوان (جهت ترشح آنزیم)
- تجزیه آکسون (تا روز ششم)
- تکثیر سلول‌های شوان در داخل غلاف‌های اندونوریوم (Endoneurium)
- ترک ناحیه توسط ماکروفاژها (حدود دو هفته طول می‌کشد)
- قطعه قطعه شدن میلین آکسون‌ها و فاگوسیته شدن آن توسط سلول‌های شوان که شش هفته طول می‌کشد.

دژنریشن والرین در قسمت پایینی آکسونی که ضایعه دیده است، اتفاق می‌افتد. با این حال، در بریدگی‌های تمیز، تنه فوقانی (پروگزیمال) عصب چندان دچار فساد نمی‌شود، اما در ضایعات له شدگی که شایع تر هستند، تنه فوقانی ممکن است به میزان یک سانتی‌متر یا بیشتر دچار فساد گردد.

## فساد در دستگاه عصبی مرکزی(CNS)
اگرچه فساد والرین در قسمت دیستال آکسونی دستگاه عصبی مرکزی همانند دستگاه عصبی محیطی صورت می‌گیرد، ولی مدت زمان فساد در CNS طولانی بوده و بیانگر روندی بسیار آهسته است. سلول‌های نوروگلیا (نوع آستروسیت)باعث برداشت گره‌های انتهایی آکسون می‌گردند. در مقایسه با دستگاه عصبی محیطی، سلول‌های نوروگلیای دیگر (نوع میکروگلیا) نقش بسیار حیاتی در پدیده دژنرسانس والرین دستگاه عصبی مرکزی دارند. در موارد آسیب CNS، بسیاری از فاگوسیت‌ها با ترک گردش خون، جهت خوردن قطرات بسیار کوچک میلین و بقایای آکسونی با میکروگلیاها سهیم می‌شوند.
اجزای تجزیه شده آکسون و میلین به هنگام فساد والرین در دستگاه عصبی مرکزی، ممکن است تا شش ماه نیز وجود داشته باشند، درحالی که مدت زمان پاک‌سازی در دستگاه عصبی محیطی بسیار کمتر است.

## ترمیم در دستگاه عصبی
به دنبال ضایعه آکسون‌ها در نورون‌های دستگاه عصبی مرکزی و محیطی، قسمت فوقانی (پروگزیمال) آکسون آسیب دیده برخلاف بخش پایینی که فساد می‌یابد، توانایی ایجاد یک جوانه جهت رشد به سمت پایین ضایعه را دارد. در دستگاه عصبی محیطی، سلول‌های شوان باعث هدایت جوانه‌ها در داخل غلاف اندونوریوم رشته عصبی می‌گردند که علت آن پاکسازی در غلاف رشته عصبی از بقایای آکسونی و غلاف میلین قبلی است. به تدریج سلول‌های شوان، شروع به ساختن میلین در آکسون جدید می‌نمایند. سرعت ترمیم در اعصاب محیطی، در نواحی مختلف عصب مرتبط متفاوت است. تنه یک عصب محیطی، سریع تر از شاخه‌ها ترمیم می‌یابد. سرعت ترمیم در شاخه‌های کوچکتر یک عصب محیطی، بین ۱ الی ۲ میلی‌متر در روز است.
در دستگاه عصبی مرکزی(CNS) به دنبال قطع آکسون‌ها، پیدایش جوانه‌ها صورت می‌گیرد، ولی راهنما و هدایتی مناسب برای جوانه‌ها وجود ندارد، زیرا الیگودندروسیت‌ها نمی‌توانند راهی را که جوانه قادر به رشد در آن باشد ایجاد کنند. بهبود عملکردی در دستگاه عصبی مرکزی به هنگام ضایعات وارده، بیشتر به انعطاف‌پذیری عصبی وابسته است تا ترمیم آن.